# Фарра-д'Ізонцо
Фарра-д'Ізонцо (італ. Farra d'Isonzo) — муніципалітет в Італії, у регіоні Фріулі-Венеція-Джулія,  провінція Гориція.
Фарра-д'Ізонцо розташована на відстані близько 460 км на північ від Рима, 37 км на північний захід від Трієста, 9 км на південний захід від Гориції.
Населення — 1713 осіб (2014). 
Щорічний фестиваль відбувається 15 серпня. Покровитель — Maria Assunta.

## Демографія
Населення за роками:

Станом на 1 січня 2023 року в муніципалітеті офіційно проживали 73 іноземці з 19 країн, серед них 37 громадян країн Євросоюзу та 7 громадян України.

## Сусідні муніципалітети
- Гориція
- Градіска-д'Ізонцо
- Маріано-дель-Фрьюлі
- Мораро
- Мосса
- Саградо
- Сан-Лоренцо-Ізонтіно
- Савонья-д'Ізонцо